# Jüdische Friedhöfe in Köthen
Es sind zwei Jüdische Friedhöfe in Köthen, der Kreisstadt des Landkreises Anhalt-Bitterfeld in Sachsen-Anhalt, dokumentiert. Nur auf dem neuen Friedhof sind noch Grabsteine vorhanden.

## Alter Friedhof / Geschichte

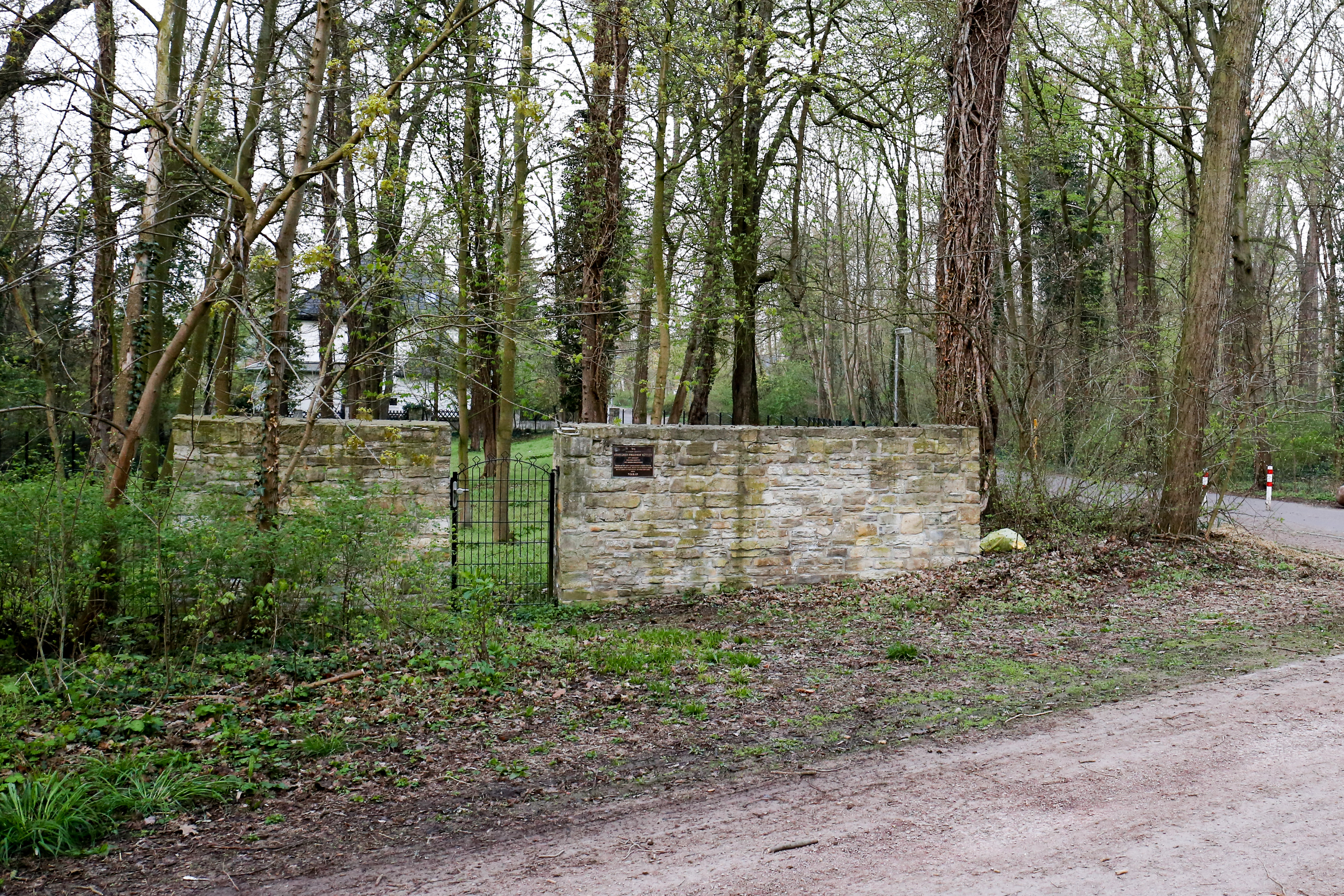
Blick auf den alten jüdischen Friedhof (April 2019)

Dieser Friedhof lag vor dem Halleschen Tor am Wellschen Busch/Trautmannstraße südwestlich der Stadt. Koordinaten: 51° 45′ 0,5″ N, 11° 57′ 51,4″ O
Der alte jüdische Friedhof wurde in Köthen im 17. oder erst im 18. Jahrhundert auf einem sumpfigen Gelände am Welschen Busch angelegt. Er wurde bis 1888 benutzt, danach verfiel der Friedhof. In der NS-Zeit und danach wurden die Friedhofsmauer und die Grabsteine nach und nach beseitigt und  vermutlich zum Straßenbau in der Wohnsiedlung Lelitzer Straße verwendet. Von diesem alten Friedhof ist heute nichts mehr erhalten. Bei Ausschachtungen für Wasserleitungen in der Lelitzer Straße wurden im Sommer 1988 Bruchstücke von Grabsteinen aufgefunden. Aufbewahrt wird seitdem ein Teil von ihnen von der Evangelischen Kirchengemeinde St. Jakob, ein anderer Teil von der Kreisdienststelle für Kulturgutschutz bei der damaligen Kreisverwaltung Köthen.

## Neuer Friedhof / Geschichte

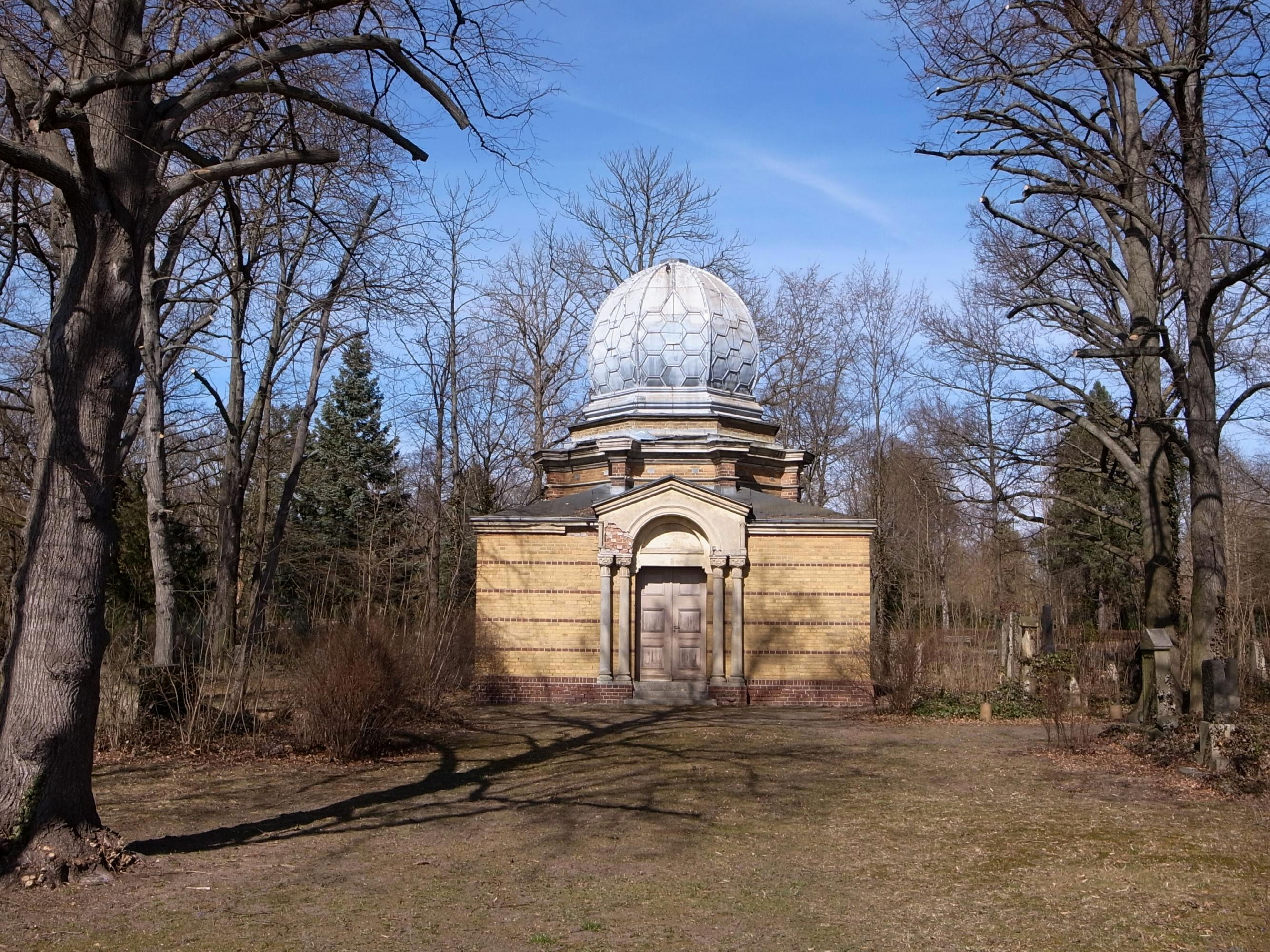
Trauerhalle auf dem neuen jüdischen Friedhof (März 2015)

Dieser Friedhof liegt an der südlichen Seite des kommunalen Friedhofes am Güterseeweg. Auf dem etwa 2660 m² großen Friedhof sind etwa 150 Grabstellen vorhanden. Koordinaten: 51° 45′ 49,1″ N, 11° 57′ 58,1″ O
Die Einweihung des neuen Friedhofes erfolgte am 7. Juli 1888 mit der ersten Beisetzung. In demselben Jahr wurde auch eine Friedhofshalle gebaut, die neben klassizistischen Stilelementen im Eingangsbereich auch maurische an der Kuppel zeigt. Nach 1945 wurden die Beschädigungen aus der NS-Zeit beseitigt und der Friedhof wieder hergestellt. Er wurde auch nach 1945 vereinzelt belegt.
Schändungen
- Im Mai 1925 wurde der Friedhof erstmals geschändet. Dabei wurden 30 Grabsteine beschädigt.
- In der NS-Zeit wurde die Friedhofsmauer eingerissen.
- Anfang November 1992 wurden auf dem Friedhof Grabsteine mit Hakenkreuzen, SS-Runen und Parolen beschmiert.
- Bei der Friedhofsschändung im Oktober 2015 wurden 15 Grabsteine umgeworfen.
- Im Mai 2022 wurden insgesamt 20 Grabstätten beschädigt, 16 davon auf dem jüdischen Teil des Friedhofs.[1]
- Im September 2023 wurden mehr als 40 Grabstätten beschädigt und Grabsteine umgestoßen.[2]